# Generador de vórtices

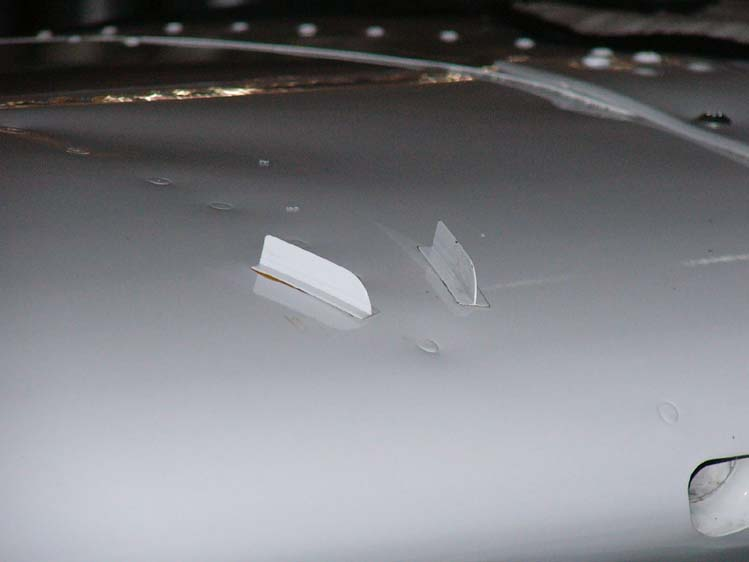
Generadores de vórtices Micro Dynamics instalados en la ala de un Cessna 182K

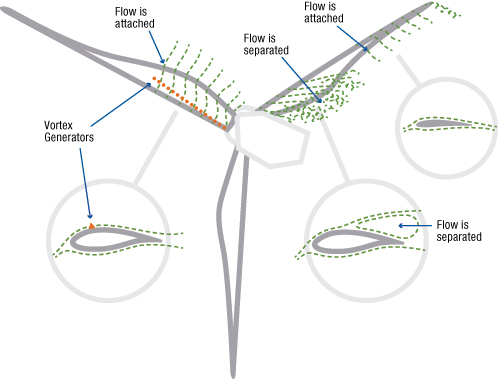
El croquis que describe qué generadores de vórtices mejoran características de flujo

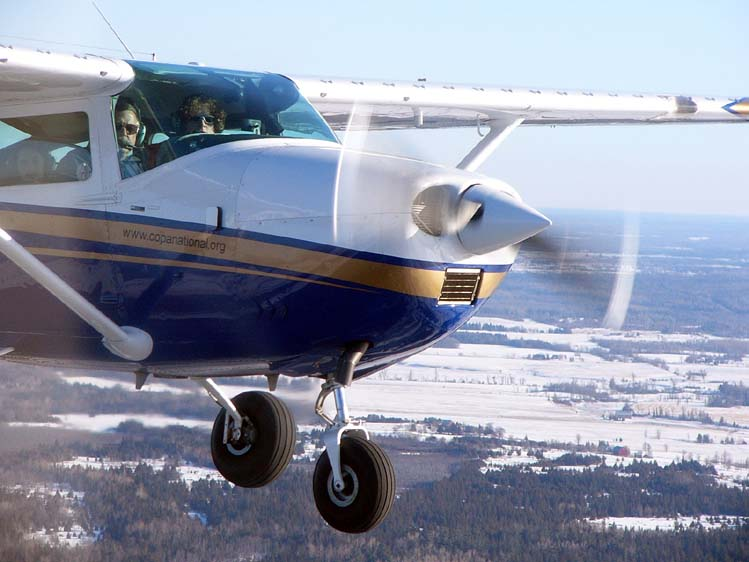
Cessna 182K de 1967 en vuelo, donde se muestra GV instalados en el borde de ataque del ala posteriormente a su fabricación

En la gráfica CL vs AoA se aprecia el efecto que tiene los GV en el aumento de la sustentación máxima. El comportamiento del ala es muy similar al principio, pero al retrasarse el desprendimiento de la capa límite con los GV, se consigue que ala llegue a ángulos de ataque mayores, y por tanto, a un mayor CL máximo.

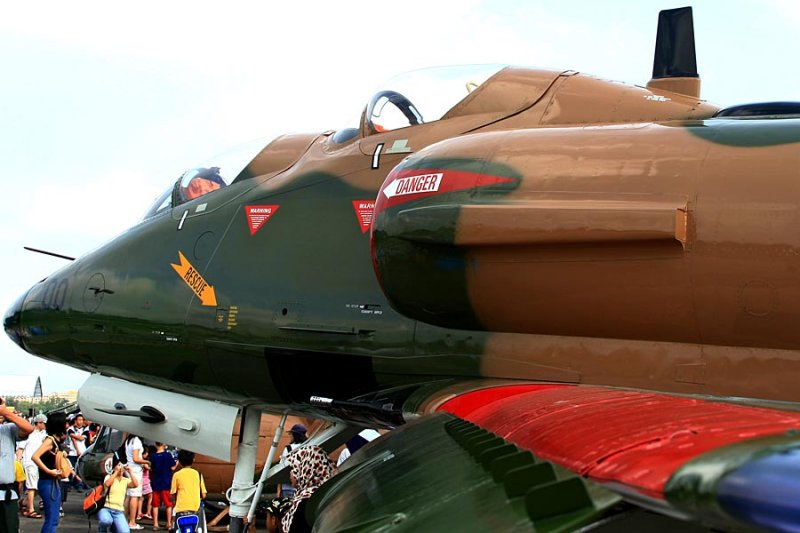
TA-4SU Super Skyhawk mostrando la fila de generadores de vórtices en el borde de ataque

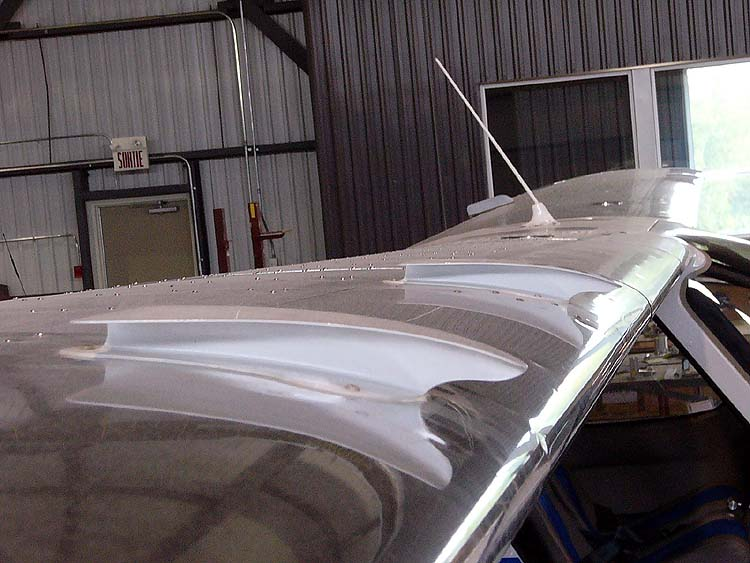
El Synphony SA-160 fue diseñado con dos generadores de vórtices para asegurar efectividad de alerón en caso de entrada en pérdida

Un generador de vórtices (GV), o VG del inglés (Vortex generator), es un dispositivo aerodinámico, formado por una pequeña aleta, normalmente colocando en el extradós de una superficie sustentadora (como una ala de aeronave) o una pala de rotor de un aerogenerador. Los generadores de vórtices también pueden ser colocados en el fuselaje de una aeronave o en un coche. Cuándo hay un movimiento relativo entre el perfil aerodinámico o el cuerpo y el aire, el GV crea un vórtice, el cual, energiza la zona más cercana a la superficie aerodinámica de la capa límite, retrasando así, el desprendimiento de la capa límite en esa zona y previniendo la entrada en pérdida de la superficie sustentadora, lo que mejora la efectividad del ala y de las superficies de control, como los flaps, timón de profundidad, alerones, y timones.

## Funcionamiento
Los generadores de vórtices son normalmente utilizados para retrasar la separación del flujo, es decir, retrasar el desprendimiento de la capa límite. El momento en el que se produce el desprendimiento de la capa límite, es cuando, se alcanza un gradiente adverso de presiones, y esto sucede generalmente en el extradós, en las cercanías al borde de ataque del perfil aerodinámico. Este es el motivo, por el que estos dispositivos son colocados a lo largo de las cercanías del borde de ataque del extradós del ala de la aeronave o de las palas de un aerogenerador, en una zona aguas arriba de donde se produce el desprendimiento de la capa límite. Los GV son generalmente rectangulares o triangulares y aproximadamente tan altos como el espesor de la capa de límite. Pueden ser vistos en el ala y en el estabilizador vertical de muchos aviones.
Los generadores de vórtices están colocados de forma oblicua respecto a la corriente incidente de modo que tienen un ángulo de ataque con respeto a esta, para crear un vórtice que introduce el aire que se encuentra fue de la capa límite (con mucha energía cinética) a la zona cercana a la superficie sustentadora en la capa límite, donde la velocidad es pequeña. Una capa límite turbulenta es más difícil que se desprenda que una capa límite laminar.
Una de la aplicaciones de los GV, es el aumento de la controlabilidad de la aeronave en una situación de entrada en pérdida. Para ello, se coloca una fila de GV aguas arriba de las superficies de control, de forma, que cuando el ala entra en pérdida, la zona donde están colocados los GV el flujo de aire sigue adherido en esa zona del ala, sin desprendimiento de la capa límite, por lo que las superficies de control siguen conservando su efectividad, a pesar de que la aeronave se encuentre en pérdida. Al no perderse la controlabilidad de la aeronave en una situación de entrada en pérdida, esto hace que facilite enormemente la maniobra de recuperación de la entrada en pérdida.
Generadores de vórtices suelen gatillo esta transición. Otros dispositivos como los vortilons, extensiones de borde de ataque y leading edge cuffs, también retrasan el desprendimiento del flujo a altos ángulos de ataque energizando la capa de límite.
Ejemplos de aeronaves que usan GV son el Embraer 170 y Synphony SA-160. Y para aeronaves transónicas con ala en flecha los GV reducen los problemas generados por la entrada en pérdida por las ondas de choque (p. ej. Harrier, Blackburn Buccaneer, Gloster Javelin).

## Instalación posterior de GV
Muchas aeronaves se conciben desde su fase de diseño con GV, sin embargo, también existen proveedores que suministran GV para aeronaves que no fueron diseñadas inicialmente con GV, permitiendo mejorar las características STOL de algunas aeronaves ligeras. Los proveedores de GV también indican que los GV permiten reducir la velocidad de entrada en pérdida y la velocidad de despegue y aterrizaje, y que aumenta la efectividad de las superficies de control, mejorando la controlabilidad y seguridad a bajas velocidades. Para en kits de aeronaves home-build y experimentales, los GV son baratos, efectivos y pueden ser instalados rápidamente; pero para el montaje en aeronaves certificadas, los costes de certificación pueden ser altos, haciendo que la modificación sea un proceso relativamente caro.
Los dueños que instalan GV a sus aeronaves lo hacen principalmente para lograr las ventajas expuestas a bajas velocidades, pero la desventaja de las instalación de GV, es que aumenta ligeramente resistencia, por lo que se reduce la velocidad de crucero. En pruebas realizadas a una Cessna 182 y una Piper PA-28-235 Cherokee, verificadores independientes han constatado una reducción de la velocidad de crucero de 1.5 a 2 nudos (2.8 a 3.7 km/h) . Es por tanto, que estas pérdidas son relativamente pequeñas, cuando la velocidad de una aeronave es alta, la ala tiene un ángulo pequeño de ataque, minimizando la resistencia aerodinámica producida por el VG.
Los dueños de aeronaves con GV, reportan que es más complicado realizar las operaciones de deshielo y limpieza de la nieve en tierra, en comparación con aeronaves con alas sin GV, porque toda la superficie es lisa. Sin embargo, los GV no son propensos a generar hielo en vuelo, ya que se encuentran envueltos en el interior de la capa límite. Los GV pueden tener bordes afilados que pueden desgarrar la piel del ala, por lo que es necesario colocar algún tipo de protección en estos casos.
Para aeronaves bimotores, los fabricantes indican que los GV reducen la velocidad mínima de control con un solo motor (Vmca), aumenta el peso en vacío y el peso máximo al despegue, mejora la efectividad de alerones y timón, y proporciona un vuelo más suave en turbulencias.

## Aumento del peso máximo al despegue
Algunos kits de VG disponibles para aeronaves ligeras bimotor puede permitir un aumento del peso máximo al despegue. El peso máximo al despegue de una aeronave bimotor está determinado por requisitos estructurales y de tasa de ascenso con un solo motor (que es menor para una velocidad de entrada en pérdida menor). Para muchas aeronaves ligeras bimotor, el factor limitante en el diseño es el requisito de tasa de ascenso con un solo motor, antes que el de los requisitos estructurales. Por tanto, logar una mejora de la tasa de ascenso con un solo motor con los VG permite aumentar el peso máximo al despegue.
En los EE. UU. de 1945 hasta 1991, el requisito de ascenso con un motor inoperativo para aeronaves multimotores con un peso al despegue de 6,000 lb (2700 kg) o menos, era el siguiente:

Todas las aeronaves multimotor tienen una velocidad de entrada en pérdida {\displaystyle V_{s0}} mayor que 70 nudos deberán tener una tasa de ascenso sostenido de al menos {\displaystyle 0.02(V_{s0})^{2}} en pies por minuto a una altitud de 5,000 pies con el motor crítico inoperativo y el resto de motores a una potencia no superior a la potencia máxima continua, la hélice inoperativa en la configuración de mínima resistencia (puesta en bandera), el tren de aterrizaje arriba, flaps en la posición más favorable ...

Dónde {\displaystyle {\displaystyle V_{s0}}} es la velocidad de entrada en pérdida en la configuración de aterrizaje en nudos.
Instalación de generadores de vórtices normalmente producen una pequeña reducción de la velocidad de entrada en pérdida de un avión, y por tanto, reducir el requisito de tasa de ascenso con un solo motor. Lo que permite aumentar el peso máximo al despegue, al menos, hasta que iguale al peso máximo permitido por los requisitos estructurales. Un aumento en el peso máximo permitido por los requisitos estructurales puede ser logrado normalmente especificando un peso máximo en vacío, o si el peso máximo en vacío ya ha sido determinado por unas de las limitaciones de la aeronave, especificando un nuevo peso máximo en vacío superior. Por estas razones, los kits de generadores de vórtices para muchos de las aeronaves ligeras bimotor está ligado a una reducción del peso máximo en vacío y en un incremento del peso máximo al despegue.
El requisito de tasa de ascenso con un motor inoperativo no se aplica a aeronaves monomotor, por tanto, la ganancia en el peso máximo al despegue (basado en la velocidad de entrada en pérdida o en consideraciones estructurales) son menos significantes que aquellas para los bimotores del periodo de 1945-1991.
Después de 1991, los requisitos para la certificación de la aeronavegabilidad en los EE. UU. especifican los requisitos de tasa de ascenso con un motor inoperativo como un gradiente independiente de la velocidad de entrada en pérdida, lo que deja menos margen a los GV para aumentar el peso máximo al despegue de aeronaves multimotores, que se basan en el FAR 23 enmienda 23-42 o posterior.

## Peso máximo al aterrizaje
Debido a que el peso máximo de aterrizaje en la mayoría de los aviones ligeras es determinado por consideraciones estructurales y no por la velocidad de entrada en pérdida, la mayoría de kits de GV solo aumenta el peso máximo al despegue y no el peso máximo al aterrizaje. Cualquier aumento en el peso máximo al aterrizaje que requiera modificaciones estructurales o repetir las pruebas a la aeronave con ese nuevo peso máximo al aterrizaje para demostrar que los requisitos de la certificación siguen cumpliéndose.

## Reducción de ruido de la aeronave
Generadores de vórtices han sido utilizados en la parte inferior del ala de los Airbus A320 para reducir el ruido generado por el flujo del aire que pasa sobre la salida de unas tuberías de ventilación de los tanques de combustible. Lufthansa afirma que se puede reducir el ruido hasta 2 dB con este método.